# Vic-le-Comte

Vic-le-Comte este o comună în departamentul Puy-de-Dôme, Franța. În 1 ianuarie 2022 avea o populație de 5.336 de locuitori.